# Каскаогиз
Каскаогиз (каз. Қасқаөгіз) — село в Балхашском районе Алматинской области Казахстана. Входит в состав Желторангинского сельского округа. Код КАТО — 193649200.

## Население
В 1999 году население села составляло 63 человека (34 мужчины и 29 женщин). По данным переписи 2009 года, в селе проживало 36 человек (21 мужчина и 15 женщин).

## Топографические карты
- Лист карты L-43-102 Балатопар. Масштаб: 1 : 100 000. Состояние местности на 1982 год. Издание 1987 г.